# Sophie Lavaux
Pour les articles homonymes, voir Lavaux (homonymie).

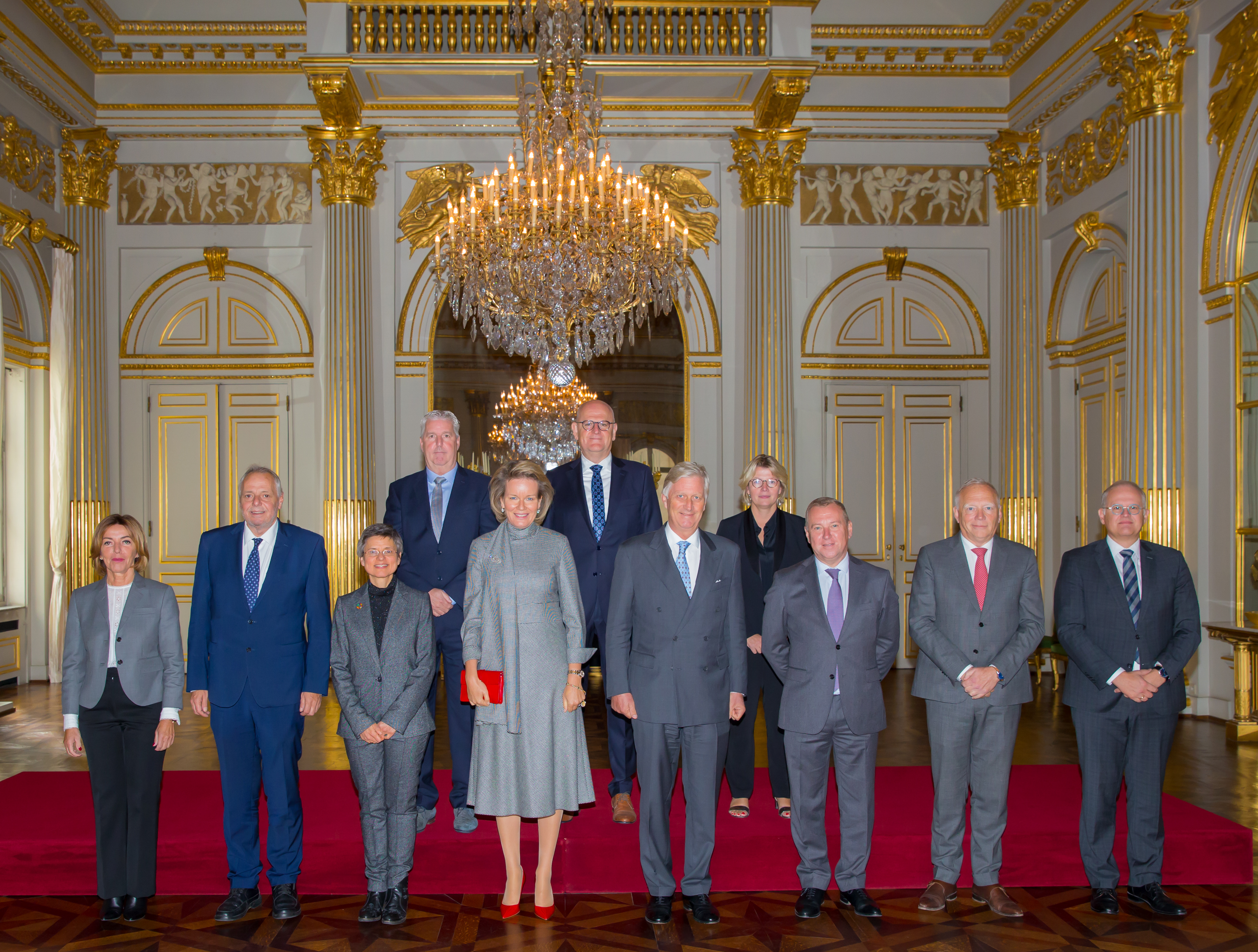
Palais Royal

Sophie Lavaux, née le 27 mai 1975, est un haut fonctionnaire belge. 
Elle est, depuis le 15 juillet 2021, Directeur général de safe.brussels (anciennement Bruxelles Prévention et Sécurité BPS) et depuis le 26 juillet 2021, Haut fonctionnaire de l'Agglomération bruxelloise et Gouverneur pour la gestion de crise en Région bruxelloise.

## Biographie

### Cursus académique
Sophie Lavaux est détentrice d’une licence en criminologie de l’Université libre de Bruxelles, d’un master en management des administrations publiques de l’École de commerce Solvay, d’un master en politique européenne de l’Université de Louvain-la-Neuve, d’un certificat en radicalisme et terrorisme de l’Université de Liège et d’un master en gestion de crise de l’Université d'Anvers.

#### Carrière professionnelle
Elle commence sa carrière comme analyste politique à la Sûreté de l’État. Elle fait une grande partie de sa carrière au sein du Centre de Crise National, au sein duquel elle occupe la fonction de directeur opérationnel, jusqu'en juillet 2021.
Elle est actuellement Directeur général de safe.brussels, Haut fonctionnaire de l'Agglomération bruxelloise et Gouverneur pour la gestion de crise en Région bruxelloise. 
Cette double fonction a été votée par le Parlement bruxellois le 17 juin 2022. En Région de Bruxelles-Capitale, depuis la Sixième réforme de l'État, la fonction de Gouverneur est répartie sur deux fonctions : la fonction de Haut fonctionnaire pour les compétences liées à la gestion de crise et à la planification d’urgence et la fonction de Ministre-Président pour les compétences liées à l’ordre public.
Dans le cadre de ses fonctions de Haut fonctionnaire, elle a déclenché pour la première fois en Région de Bruxelles-Capitale, une phase provinciale de gestion de crise dans le cadre de la gestion de l'afflux de réfugiés ukrainiens.
Elle a initié en Région bruxelloise, la participation citoyenne à la gestion de crise via le programme Bru Response. Ce programme contribue à renforcer la résilience des citoyens.

### Publications
- Regards croisés sur le management et la gestion de crise, H Tag by Reference, n°19, mai-juin 2025. (En collaboration avec Marie Grosjean et Julie Lavaux).
- Le rôle de l'intelligence artificielle dans la gestion de crise, Blue Minds, 2024. (En collaboration avec Olivier Schmitz et Cathy Berx).
- BruResponse : le programme de participation citoyenne de la Région bruxelloise, Blue Minds, 2023.
- La DCA, un partenaire clé disposant d'une vision transversale, Blue Minds, 2023/02 (En collaboration avec Gilles Mahieu et Jos Lantmeeters).
- Travailler ensemble sous le même toit, Blue Minds, novembre 2022.
- Guerre en Ukraine et gestion des réfugiés ukrainiens : Bruxelles en gestion de crise humanitaire, Linkedin, 25 mars 2022.
- Le Sommet de l’OTAN de juin 2021, Blue Minds, septembre 2021. (En collaboration avec le Premier Commissaire Dominique Franz)
- Recente overheidsmaatregelen i.v.m. de foreign fighters, Panopticon, november-december 2017.
- Recente overheidsmaatregelen i.v.m. de foreign fighters, Panopticon, juli-augustus 2016.
- Terrorisme: stratégie de l’Union européenne en matière de lutte contre la radicalisation et le recrutement (3e partie), Vigiles, novembre 2015.
- Terrorisme: stratégie de l’Union européenne en matière de lutte contre la radicalisation et le recrutement (2e partie), Vigiles, août 2011.
- La politique européenne en matière de lutte contre le terrorisme CBRN, Cahiers de droit européen, no 3-4, 2010.
- Le groupe de travail terrorisme de l’Union européenne, Le Journal de l’Officier de Police, janvier 2010. (En collaboration avec Alain Lefèvre).
- Le mécanisme européen de gestion de crise, Le Journal de l’Officier de Police, janvier 2009.
- Les listes nationales et internationales des organisations terroristes, Revue de Droit Pénal et de Criminologie, juillet-août 2008 (En collaboration avec Piet Pieters)
- Terrorisme: stratégie de l’Union européenne en matière de lutte contre la radicalisation et le recrutement, (1re partie), Vigiles, novembre 2007.
- L’Europe face au terrorisme, Le Journal de l’Officier de Police, juin 2007.